# 브레인스캔
《브레인스캔》(영어: Brainscan)은 미국과 영국에서 제작된 존 플린 감독의 1994년 SF 슬래셔 영화이다. 에드워드 펄롱 등이 출연하였고, 미셸 로이 등이 제작에 참여하였다.

## 줄거리
극단적으로 생생한 가상 현실을 선사하는 게임 "브레인스캔"을 접한 10대 소년의 현실이 악몽으로 둔갑한다. 

## 출연진
- 에드워드 펄롱
- 프랭크 랜젤라
- T. 라이더 스미스
- 에이미 하그리브스
- 제이미 마시
- 데이비드 헴블런

## 기타 제작진
- 미술: 파올라 리돌피
- 의상: 고들린 소리올